# L-Bank
Die L-Bank (vollständige Bezeichnung: Landeskreditbank Baden-Württemberg – Förderbank –) ist das Landesförderinstitut des Landes Baden-Württemberg und ein deutsches Kreditinstitut in der Rechtsform einer Anstalt des öffentlichen Rechts mit Sitz in Karlsruhe und einer Niederlassung in Stuttgart.

## Rechtliche Grundlagen
Rechtsgrundlagen bezüglich der Bank sind das Gesetz über die L-Bank vom 11. November 1998 des Landes Baden-Württemberg und die von der Landesregierung erlassene Satzung. Das Land Baden-Württemberg ist Gewährträger und trägt die Anstaltslast. Organe der Bank sind der Vorstand als geschäftsführendes Gremium und der Verwaltungsrat als Aufsichtsgremium.
Rechtsvorgängerin der L-Bank ist die ehemalige Landeskreditbank Baden-Württemberg (vollständige Bezeichnung: Landeskreditbank Baden-Württemberg, Förderungsanstalt), deren Förderteil mit Wirkung zum 1. Dezember 1998 auf die neu errichtete L-Bank übertragen wurde. Die ehemalige Landeskreditbank Baden-Württemberg war im Jahr 1972 durch Vereinigung der Württembergischen Wohnungskreditanstalt in Stuttgart (1924 gegründet) mit der Badischen Landeskreditanstalt für Wohnungsbau in Karlsruhe (1934 gegründet) entstanden.

## Organisation und Aufgabenstellung
Es handelt sich um die Förderbank des Landes Baden-Württemberg. Zu ihren Hauptaufgaben gehört die Wirtschaftsförderung von kleinen und mittleren Unternehmen, die Förderung des Wohnungsbaus, der Infrastruktur sowie von Familien mit Kindern (z. B. durch Elterngeld und durch die Unterstützung bei Bildungsmaßnahmen). Dabei steht sie nicht im Wettbewerb mit Banken und Sparkassen, sondern arbeitet bei der Entwicklung von Finanzierungslösungen aktiv mit ihnen zusammen.
Sie betreibt darüber hinaus durch Tochtergesellschaften mehrere Technologieparks in Baden-Württemberg, darunter den Stuttgarter Engineering Park (STEP) in Stuttgart-Vaihingen, den Technologiepark Karlsruhe (TPK), den Technologiepark Tübingen-Reutlingen (TTR), den Technologiepark Mannheim (TPMA) sowie das Freiburger Innovationszentrum (FRIZ).
Die Bilanzsumme betrug zum 31. Dezember 2022 93,2 Milliarden Euro. Die L-Bank stand damit an 15. Stelle in der Liste der größten Banken in Deutschland. Die Zahl der Mitarbeiter liegt bei 1.495.
Die Ratingagenturen Moody’s und Standard & Poor’s bewerten die L-Bank mit Aaa bzw. AA+ bei stabilem Ausblick („outlook stable“).
Zuletzt erregte die L-Bank im Januar 2024 dadurch Aufsehen, dass die Bundesanstalt für Finanzdienstleistungsaufsicht (BaFin) aufgrund schwerwiegender Mängel im Informationssicherheits- und im Informationsrisikomanagement die Sicherstellung einer ordnungsgemäßen Geschäftsorganisation verlangte und aufgrund des erhöhten Risikos eine Erhöhung der Eigenmittelanforderungen angeordnet hat.

## Instrumentensammlung
Die Bank besitzt eine wertvolle Sammlung alter Musikinstrumente. Diese umfasst unter anderem 18 Streichinstrumente, davon 11 Violinen, 3 Violen und 4 Celli, darunter 5 Stradivari-Violinen. Die Instrumente werden an junge Talente verliehen und sind daher alle in Gebrauch.

## Schloss Maurach
Per Erbbauvertrag ist die Landeskreditbank seit 1985 Eigentümerin von Schloss Maurach, einem Gebäudekomplex im Barockstil unterhalb der Wallfahrtskirche Birnau direkt am Ufer des Bodensees bei Uhldingen-Mühlhofen, der nach Umbau- und Modernisierungsarbeiten seit 1988 als Kongresszentrum genutzt wird. Die L-Bank hat diesen Vertrag im Rahmen der Rechtsnachfolge übernommen.

## Staatsweingut Karlsruhe-Durlach
Die Landeskreditbank ist seit 1993 Eigentümerin des Staatsweinguts Karlsruhe-Durlach. Die L-Bank hat das Gut im Rahmen der Rechtsnachfolge übernommen. Das Staatsweingut am Durlacher Turmberg widmet sich dem Anbau traditioneller Rebsorten. Der Turmberg ist Teil des Weinanbaugebiets Baden. Das Staatsweingut strebt eine qualitäts- und umweltorientierte Produktion hochwertiger Weine auf historischem Boden an.